# Kierinia

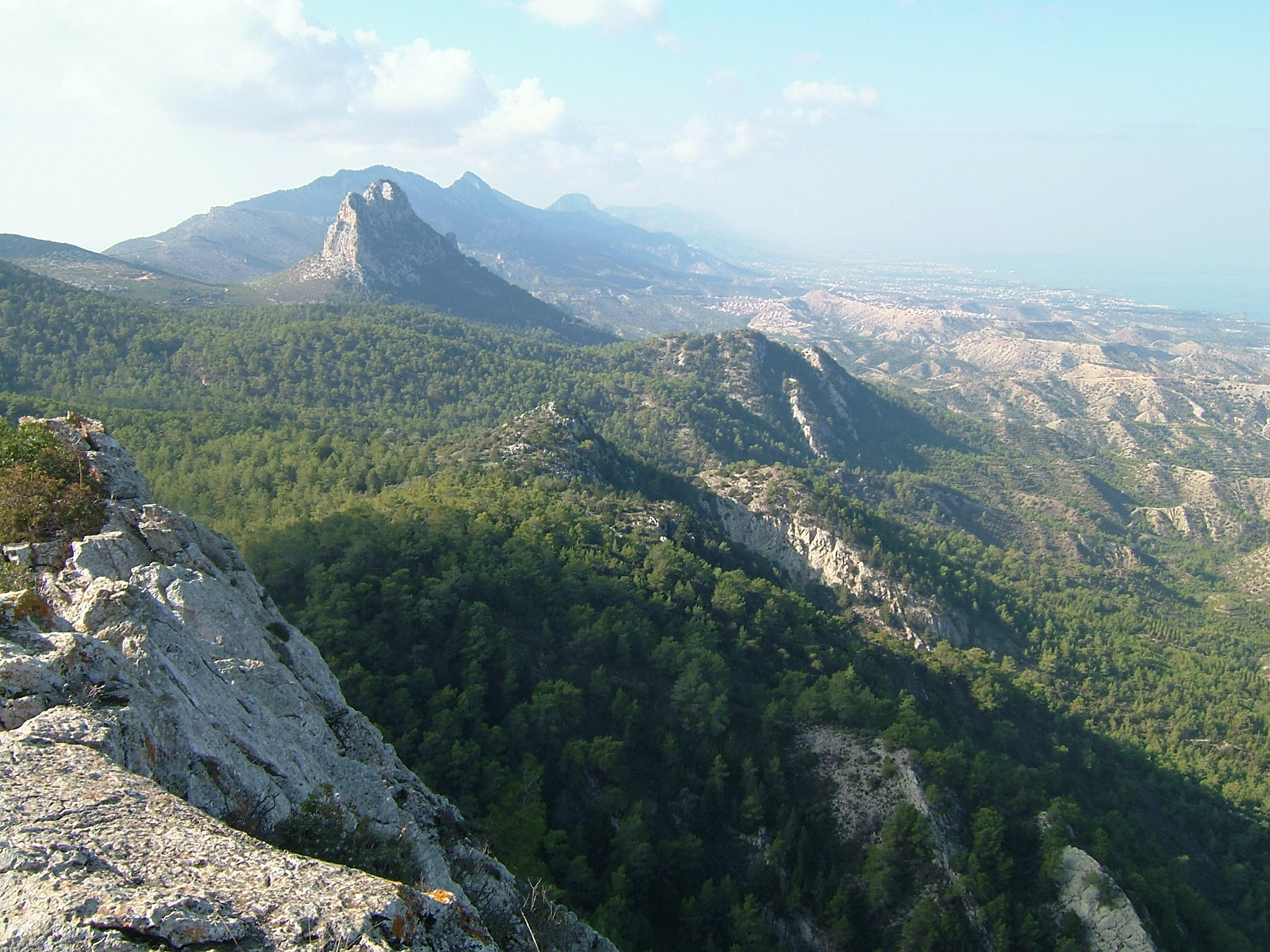
Widok na góry

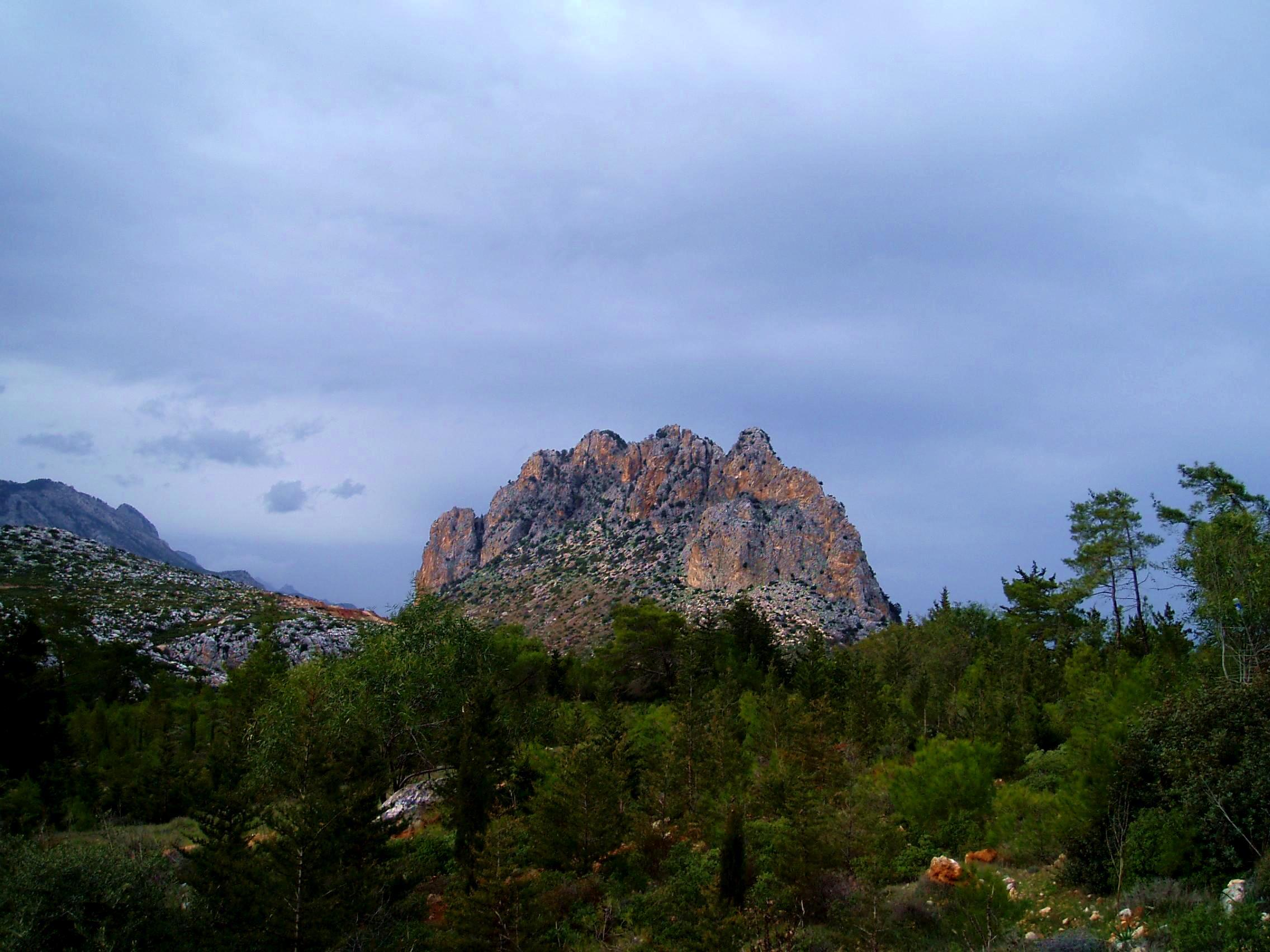
Masyw Pendadaktilos (Beşparmaklar)

Kierinia, również Góry Kyreńskie (gr. Κερύνεια; tur. Beşparmak Dağları) – długie i wąskie pasmo górskie biegnące około 160 km wzdłuż północnego wybrzeża Cypru i półwyspu Karpas. Zachodnia część pasma znana jest, od charakterystycznego kształtu jednego z masywów, jako „pięć palców” (gr. Pendadaktilos, tur. Beşparmak). 
Góry Kyrenia są zbudowane z wapieni z domieszką marmurów – formacji osadowych z okresu od permu do środkowego miocenu. Zostały wypiętrzone wskutek kolizji płyty afrykańskiej z płytą eurazjatycką. Pasmo stromo wyrasta z równiny Mesaoria, ma dziki charakter. Porośnięte lasami cyprysowymi, u podnóży plantacje oliwek. Najwyższym szczytem jest Kiparisowuno (Selvili tepe), 1024 m n.p.m.
Na szczytach gór Kyrenia zachowały się liczne zamki, głównie z czasów bizantyjskich i Królestwa Cypru. Najbardziej znane to zamek św. Hilariona, zamek Buffavento i zamek Kantara. Zachował się również gotycki klasztor norbertanów Belapais.